# 何林忠
何林忠（1937年—），山东张店人，中国人民解放军将领、中国人民解放军中将。
毕业于海军指挥学院。1993年，接替高振家，担任南海舰队司令员。1994年，由王永国接任。1996年，授中国人民解放军中将军衔。